# Casinò di Costanza
Il casinò di Costanza (in romeno Cazinoul din Constanța), situato sulla costa del mar Nero, è il monumento più rappresentativo di Costanza, in Romania.

## Storia
Prima dell'edificio attuale, una prima struttura destinata a casinò e luogo di ritrovo per l'élite del tempo fu costruita nel 1880 e chiamata Cazin or Kursaal, mentre dopo 10 anni la struttura venne ricostruita sempre in legno 1893. Il nuovo edificio, in stile Art Nouveau, venne realizzato a partire dal 1903 su progetto dell'architetto rumeno Daniel Renard e, dopo alcune vicissitudini politiche, fu completato il 15 agosto 1910 e inaugurato alla presenza del principe Ferdinando I.
Durante la prima guerra mondiale il casinò fu riconvertito in ospedale dalla Croce Rossa e subì danni a causa combattimenti che coinvolgevano il vicino porto di Costanza. Dopo la fine della quella il casinò riaprì nel novembre 1917 e fu successivamente restaurato dallo stesso architetto che ne curò la costruzione tra il 1934 e il 1937. Anche durante la seconda guerra mondiale il casinò, utilizzato dalle truppe tedesche, fu pesantemente danneggiato dai bombardamenti. Con la svolta socialista in Romania, il casinò venne convertito in Casa della Cultura ricostruendolo da prigionieri politici in condizioni disumane e infine nel 1956 fu riaperto e dichiarato patrimonio nazionale. Le ultime riparazioni dell'edificio avvennero tra il 1986 e il 1988 ma gli elevati costi di mantenimento dell'edificio ne decretarono la chiusura nel 1990. Dopo un lungo periodo di degrado e la chiusura nel 2008 per il rischio di crolli, l'edificio è stato completamente restaurato dal 2020 al 2025 esternamente ed internamente e riaperto il 26 marzo 2025.

## Galleria d'immagini

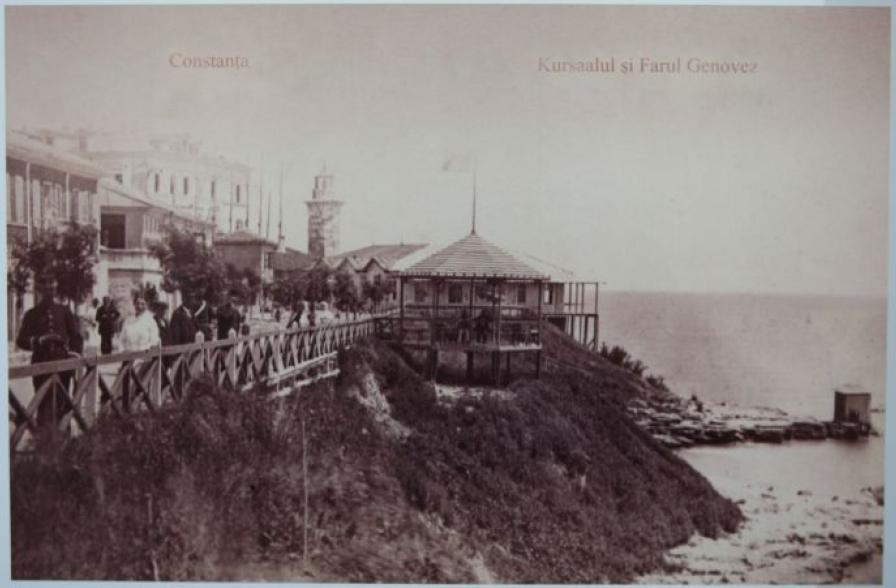
Il primo casinò con il faro genovese sullo sfondo
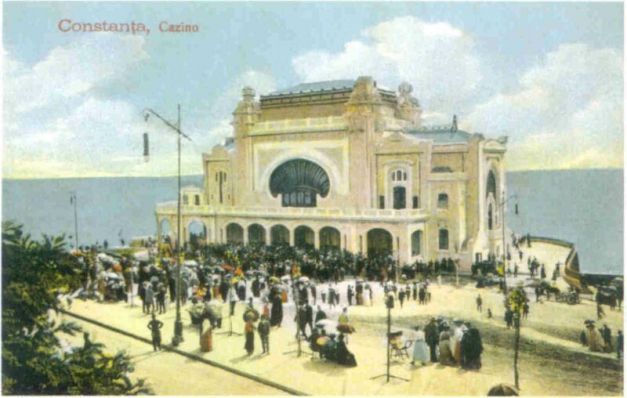
Cartolina del casinò
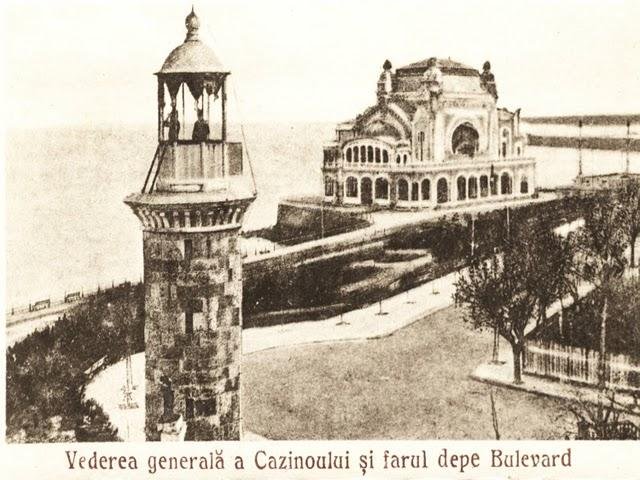
Veduta del faro e del casinò
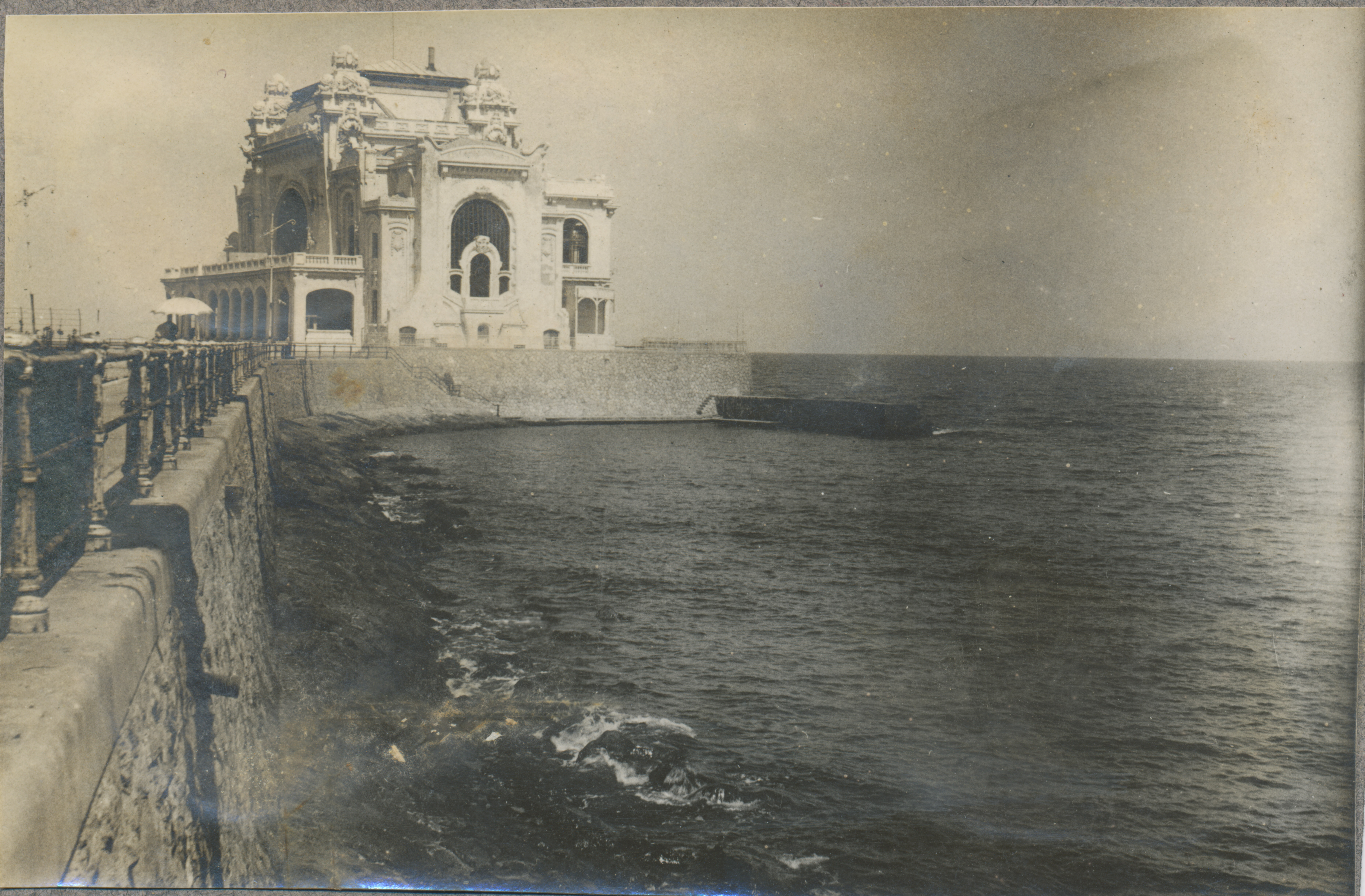
Il casinò nel 1944
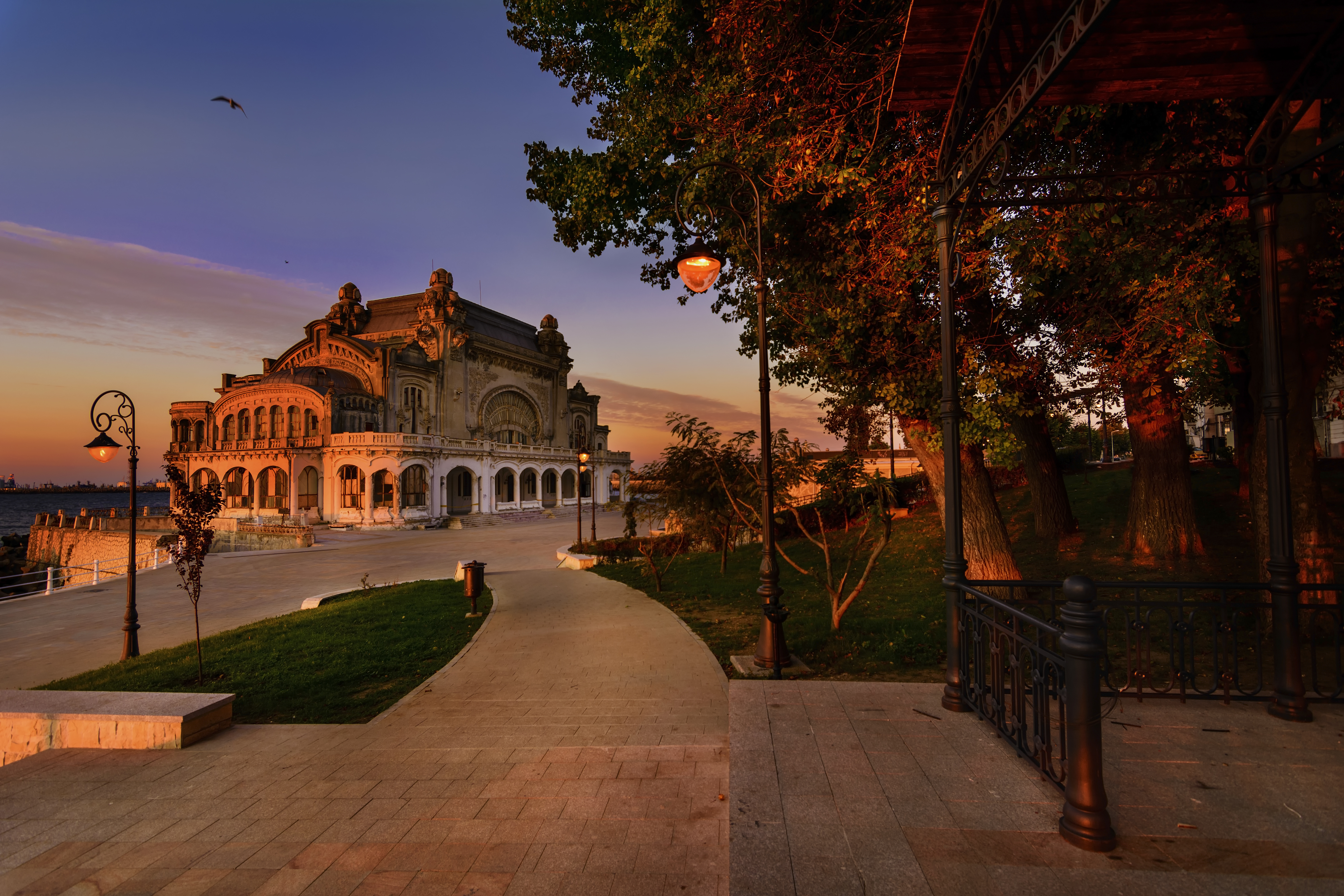
Il casinò al tramonto nel 2014
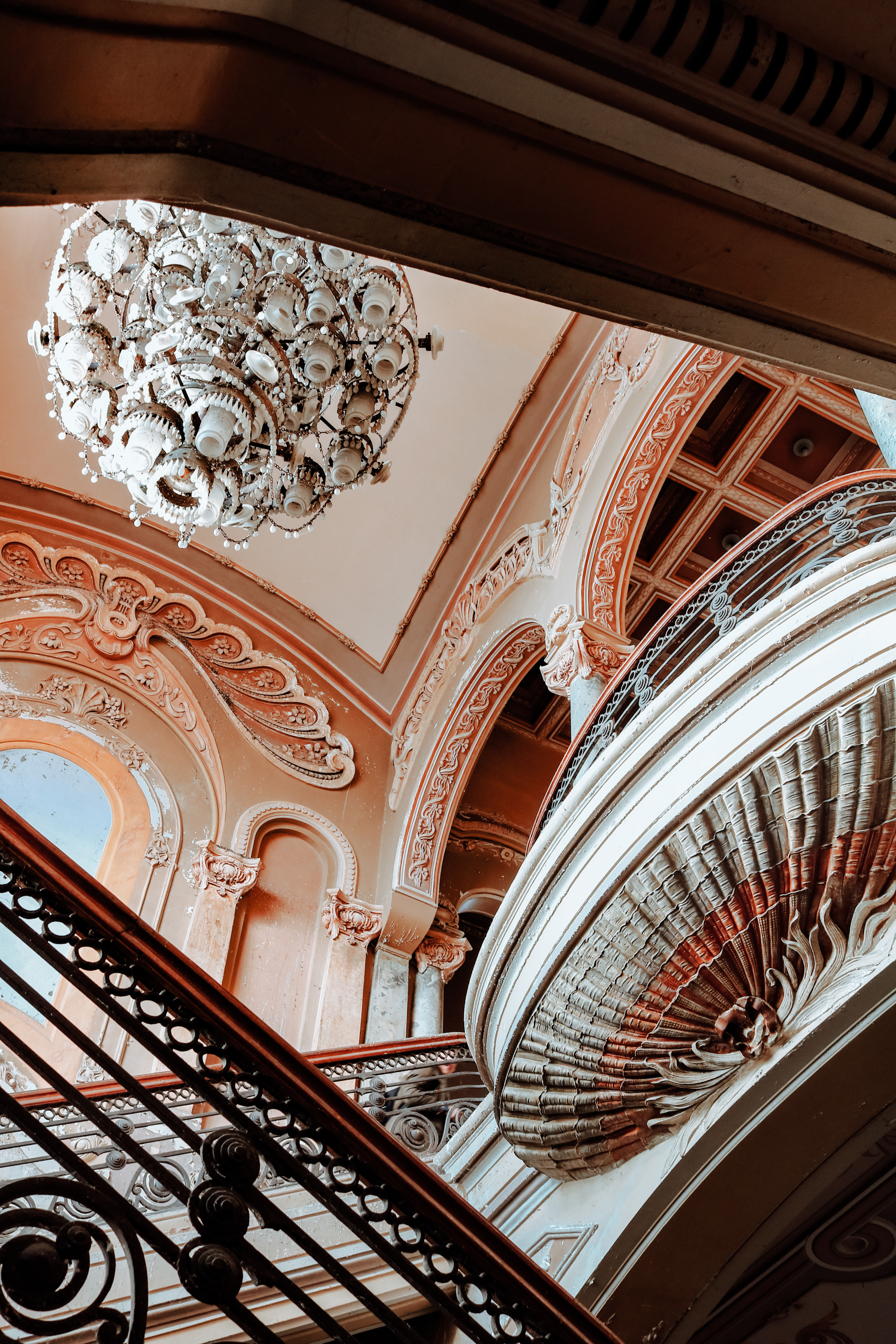
Interno
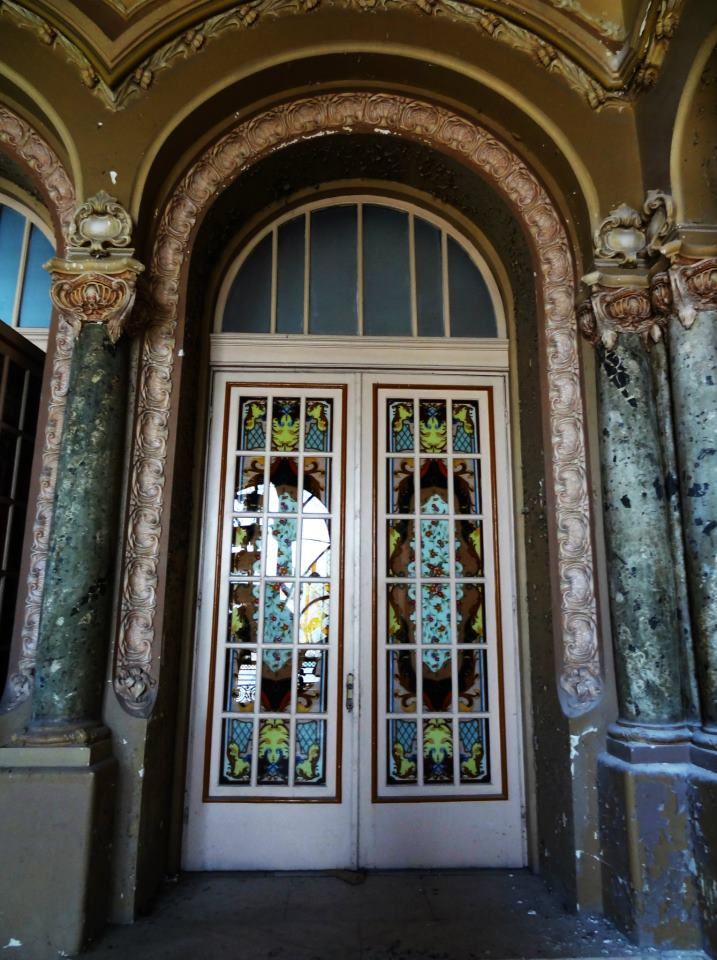
Porta decorata